# Schilligeham
Schilligeham is een gehucht in de gemeente Het Hogeland in de Nederlandse provincie Groningen.

## Geografie
Het gehucht ligt vlak bij het Reitdiep, iets ten westen van het dorp Winsum. Het omvat het gebied tussen de Winsumerdiep in het noorden, het Zijldiep, Oldenzijlsterdiepje of Oude Diepje in het oosten (langs de sportvelden van Winsum), het Oude Diepje of Oude Reit ten zuiden, het Reitdiep in het westen en zuidwesten en de Schapehals in het westen.
Schilligeham omvat een complex van drie boerderijen. In de omgeving stonden vroeger nog vier boerderijen, waarvan er nog drie over zijn. De andere boerderij stond ten westen van het gehucht en is nu nog herkenbaar als een bosje in het landschap.
Ten zuiden van het gehucht ligt aan het Reitdiep aan het einde van de Schilligehamstertocht het zogenoemde Notarisbosje. Dit bosje werd eind 19e eeuw aangeplant door de Winsumer notaris Sebastiaan Mattheus Sigismund de Ranitz als een 'vogelbosje'. Op deze plek lag in de 13e eeuw de Schilligehamsterzijl.

## Geschiedenis
De suffix '-forwerch' in de naam 'Skilgaforwerch' wijst op het feit dat het een voorwerk was van het klooster van Aduard. De naam is een samentrekking van het Oudfriese woord skelch dat (net als bij bijvoorbeeld het Schilligepad ten noorden van Tolbert) verwant is aan het Oudnoordse skjalgr en "schreef" of "scheel" betekent en ham wat duidt op een hoek aangeslibd land. Waarschijnlijk verwijst de naam naar de ligging van het gehucht in een vroegere meander van de Hunze.
Door het gebied ligt een oude meander van het Oude Diepje, die zelf weer een oude meander vormt van het Reitdiep (de vroegere Hunze). Deze oude meander stroomde ook langs de locatie van boerderij Baatjeborg en wordt daarom door Van den Broek ook wel 'Baatjeborgkronkel' genoemd. Bij Baatjeborg was er mogelijk al in de 13e eeuw een verbinding met de Deel; de gegraven verbinding tussen de Hunze en de Fivel. De meander wordt waarschijnlijk genoemd in een oorkonde uit 1323 toen de bewoners van het 'in Hammis' gelegen 'Skilgaforwerch' beloofden te zullen helpen bij het graven van een nieuwe waterloop omdat de oude ten zuidoosten van Schilligeham in verval was geraakt. Deze zijl werd aangelegd op initiatief van het klooster Essen dat samen met een aantal dorpen uit het Gorecht op deze wijze probeerde de afwatering te verbeteren. Het klooster Aduard zal als grootgrondbezitter in de omgeving waarschijnlijk een belangrijke rol erbij gespeeld hebben, maar wordt niet in de oorkondes hieromtrent genoemd. De nieuwe waterloop zal dan een rak in het Oude Diepje zijn geweest. Daarbij werd een nieuwe zijl gebouwd bij Oldenzijl op de plek waar het Zijldiep overgaat in het Oude Diepje. Wanneer de eerste zijl hier is gelegd, is echter onbekend. In de oorkonde is sprake van vier zijlen (quattuor aqueductus) rond Schilligeham, die Van den Broek vermoedt in de Schilligehamstertocht ten westen van het gehucht, aan het Oude Diepje ten zuiden van het gehucht (waar een vroegere dijk wordt vermoed), ten zuidoosten van Schilligeham aan het westelijke uiteinde van de vroegere 'Baatjeborgkronkel' en op de plek van de Winsumerzijl. Mogelijk gaat het echter ook om slechts een sluis met vier deuren (zoals bij Vierverlaten). Het project bij Schilligeham had niet het gewenste effect voor het Gorecht, dat daarna nog meerdere andere waterstaatkundige maatregelen moest nemen om de wateroverlast tegen te gaan.
Na het vergraven en uitbreiden van de Deel tot het Winsumerdiep in 1459 werd de Oldenzijl deels vervangen door de Schaphalsterzijl ten noordwesten van Schilligeham. De zijl is echter in gebruik geweest tot het graven van het Garnwerder Rak in 1629, toen ook het Oude Diepje werd afgesneden van het Reitdiep.
Schilligeham viel lange tijd onder Maarhuizen. Deze situatie bleef ook bestaan na het graven van het Winsumerdiep, waarover een brug werd gelegd om er te kunnen blijven komen. Na het verdwijnen van deze brug, hetgeen mogelijk gebeurde in het jaar 1729, werd Schilligeham afgesneden van deze plaats en daarmee min of meer gedwongen zich voortaan te oriënteren op Winsum. Met deze plaats had het gehucht een wegverbinding via Oldenzijl. In 1866 werd een directe wegverbinding met Winsum aangelegd.

## Boerderijen
In het gehucht staan ten noorden van elkaar drie boerderijen (Schilligeham 6, 7 en 8), die vroeger allen door een gracht werden omringd. De noordelijke boerderij is bewoond vanaf de 17e eeuw. In 1776 werd waarschijnlijk de huidige boerderij gebouwd. In 2002 werd de boerderij verbouwd. De middelste boerderij staat op de plek van het oude voorwerk en wordt reeds in de 16e eeuw genoemd. In 1911 kreeg deze boerderij een nieuw voorhuis. In 1933 brandde de boerderij af en werd vervolgens herbouwd. In 1941 brandde de schuur opnieuw af en werd opnieuw herbouwd. De boerderij is aan de landbouw onttrokken. De zuidelijke boerderij wordt ook voor het eerst genoemd in de 17e eeuw. De huidige boerderij werd gebouwd in 1869 en wordt nog steeds gebruikt als boerderij.
Westzijde - Dorreven
Ten westen van het gehucht stond vroeger boerderij 'Dorreven', die op 20e-eeuwse kaarten ook wel wordt aangeduid als 'Maarhuizen'. De eerste boerderij op deze plek werd mogelijk gebouwd in het vierde kwart van de 17e eeuw. Uit 1672 stamt een kogel die in de achtergevel van de muur van de boerderij werd ingemetseld en naar verluidt afkomstig was van Bommen Berend. In 1797 werd een nieuwe schuur gebouwd. In 1875 werden diverse delen van de afgebroken borg De Brake verwerkt in de muur van de hal. In 1962 werd de boerderij aangekocht door de gemeente Winsum, die daarmee anticipeerde op een uitbreiding van het dorp, waarvoor zij landerijen te ruil nodig dacht te hebben. Bij de latere uitbreiding met de woonwijk Ripperda, werd echter ook de boerderij aldaar aangekocht door de gemeente, waarop de boerderij en bijbehorende landerijen in 1972 werden verkocht aan diverse kopers. De boerderij verviel daarop tot een ruïne en verdween zo in de loop der tijd.
Oostzijde
Ten oosten van het gehucht staan drie boerderijen. De noordelijke boerderij (Schilligeham 4) staat aan noordzijde van de weg naar Schilligeham en werd gebouwd in 1768. Ten zuiden van de weg staat ook een boerderij (Schilligeham 3, tegenwoordig 'Kleikracht' geheten), die gebouwd werd in 1872. Deze boerderij stond daarvoor zuidelijker aan het Oude Diepje op het perceel waarvan momenteel alleen nog de contouren terug te vinden zijn. De zuidelijkste boerderij is boerderij 'Weidelust' (Klein Garnwerd 2) die ten zuiden van de oude plek van de middelste boerderij staat aan het Oude Diepje. Het huidige pand dateert uit 1963.

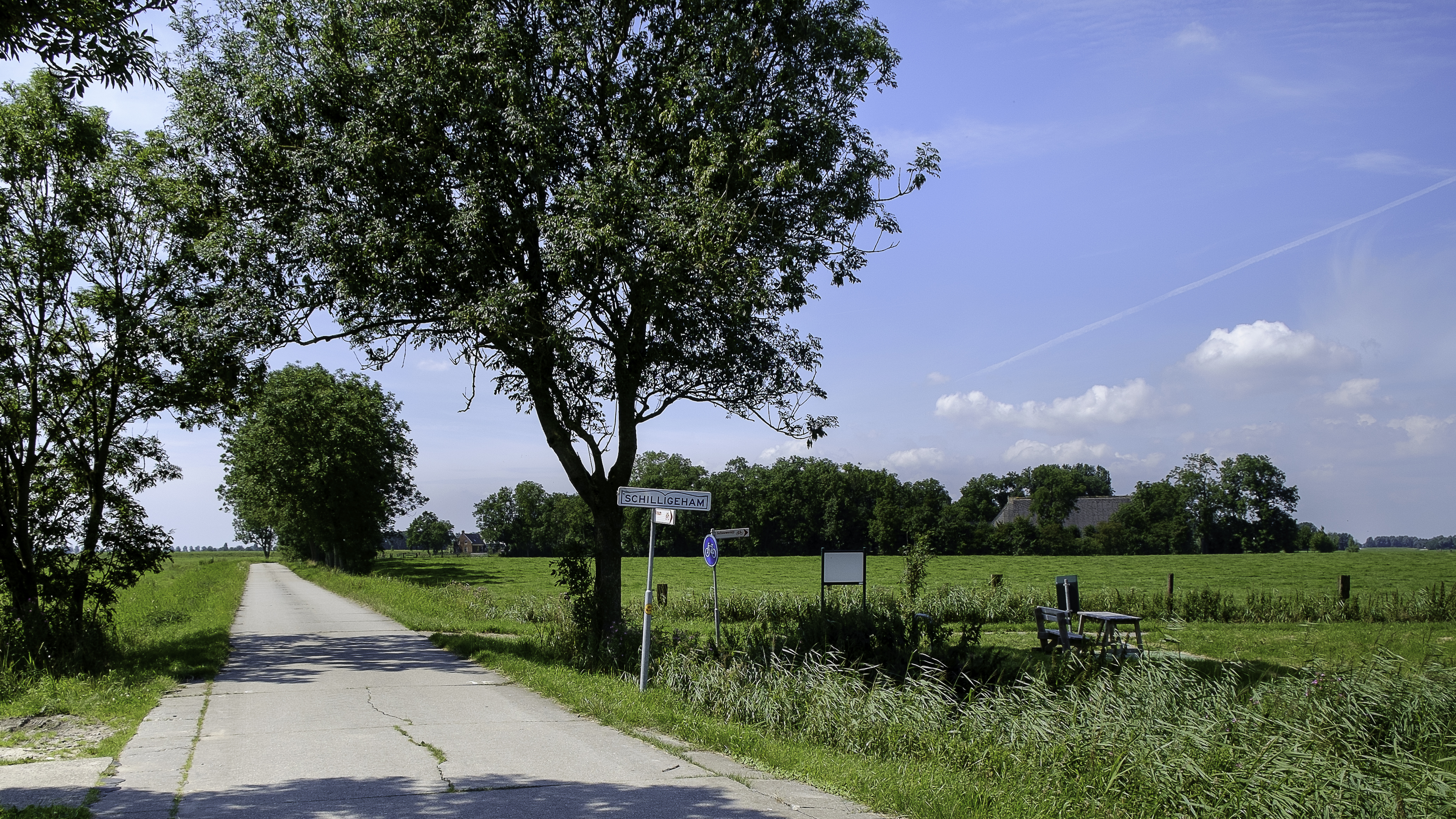
Schilligeham
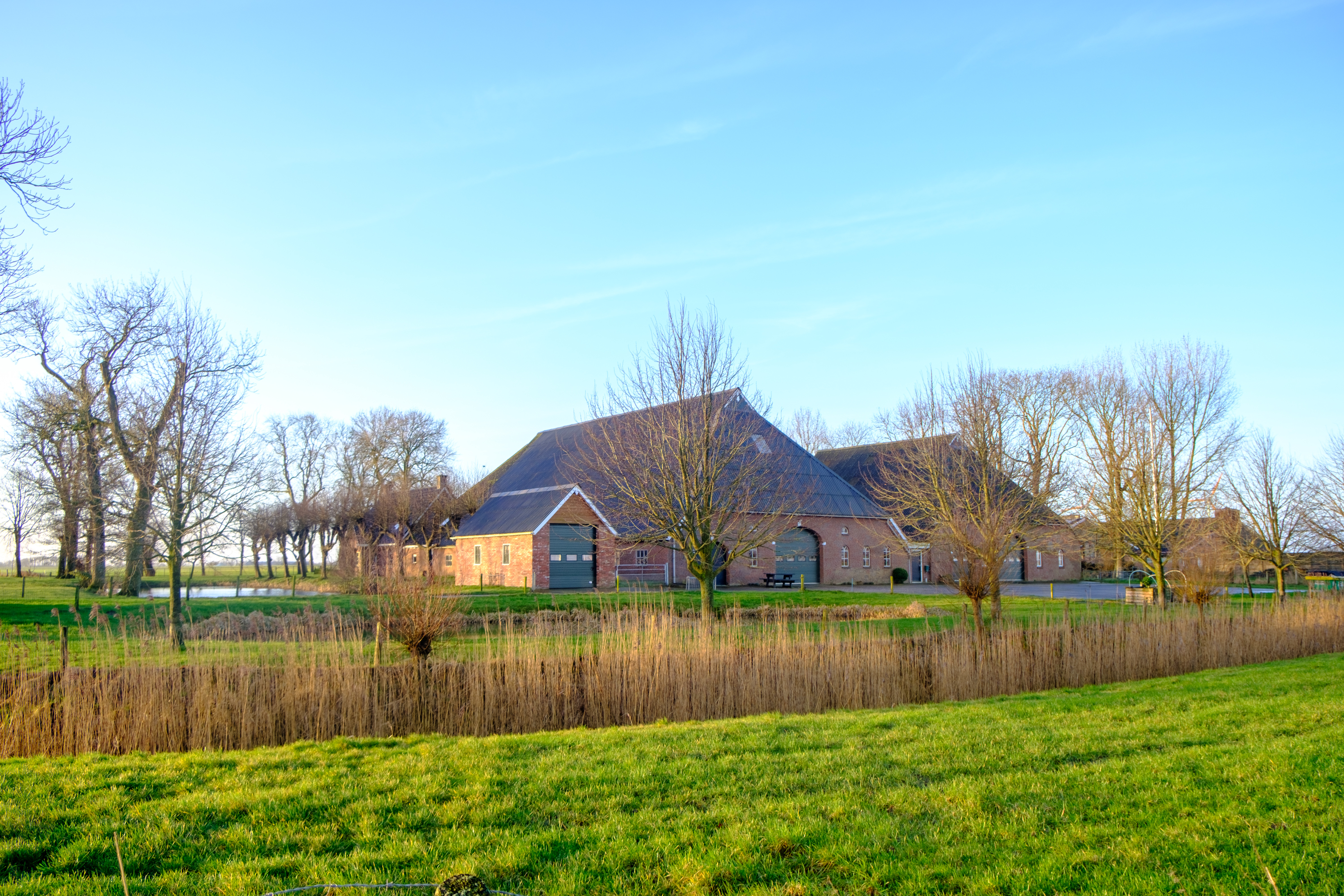
Achterzijde noordelijke boerderij van het gehucht Schilligeham

Hoofdplaats: Uithuizen

Dorpen: Adorp · Den Andel · Baflo · Bedum · Eenrum · Eppenhuizen · Hornhuizen · Houwerzijl · Kantens · Kloosterburen · 't Lage van de Weg · Lauwersoog · Leens · Leenstertillen · Lutjewolde · Mensingeweer · Molenrij · Niekerk · Noordwolde · Oldenzijl · Onderdendam · Onderwierum · Oosteinde · Oosternieland · Pieterburen · Rasquert · Rodewolt · Roodeschool · Rottum · Saaxumhuizen · Sauwerd · Startenhuizen (deels) · Stitswerd · Tinallinge · Uithuizermeeden · Ulrum · Usquert · Vliedorp · Vierhuizen · Warffum · Warfhuizen · Wehe-den Hoorn · Westerdijkshorn · Westernieland · Wetsinge · Winsum · Zandeweer · Zoutkamp · Zuidwolde · Zuurdijk

Buurtschappen, gehuchten, wierden en buurten: 1e Nijhoezen · 2e Nijhoezen · 't Aagt · Abbeweer · Alinghuizen · Arwerd · Barnegaten · Bellingeweer · Bethlehem · Beusum · Bokum · Breede · Broek · Het Bultje · De Dingen · De Raken · De Vennen · Den Haver · Deikum · Doodstil · Douwen · Duisterwinkel · Eelswerd · Eemshaven · Elens · Ellerhuizen · Ernstheem · Ewer · Grijssloot · Groot Maarslag · Groot Wetsinge · De Haar · Hammeland · Den Hander · Harssens · Hefswal · Hekkum · Helwerd · Heuvelderij · Hiddingezijl · Holwinde · De Hoogte · De Horn · De Houw · 't Houweel · De Hucht · Kaakhorn · Katershorn · Kattenburg · Klei · Kleine Huisjes · Klein Garnwerd · Klein Maarslag · Klein Wetsinge · Kolham · Koningslaagte · Koningsoord · De Knijp · Kruisweg · Lutje Marne · Lutke Saaxum · Maarhuizen · (Marnehuizen) · Menkeweer · Menneweer · Midhalm · Midhuizen · Mollenhuizen · Nijenklooster · Noordpolder · Noordpolderzijl · Obergum · Oldenzijl · Oldorp · Oosterhorn · Oosterhuizen (Eenrum) · Oosterhuizen (Zuidwolde) · Oudedijk · Oudeschip · Paapstil · Panser · Plattenburg · Polen · Ranum · Reidland · Roodehaan · Schapehals · Schaphalsterzijl · Schilligeham · Schouwen · Schouwerzijl · Sint Annerhuisjes · 't Stort · De Streek · Takkebos · Ter Laan · Tijum · Valcum · Valom · Wadwerd · Walsweer · Westerhorn (De Marne) · Westerhorn (Hogeland) · Westerklooster · Westpolder · Wierhuizen · Wierum · 't Wildeveld · Willemsstreek · Zevenhuizen